# Leo Thomas Maher
Leo Thomas Maher (* 1. Juli 1915 in Mount Union, Iowa, USA; † 23. Februar 1991 in San Diego, Kalifornien, USA) war römisch-katholischer Bischof von San Diego.

## Leben
Leo Thomas Maher empfing am 18. Dezember 1943 die Priesterweihe.
Am 27. Januar 1962 ernannte ihn Papst Johannes XXIII. zum ersten Bischof des neu gegründeten Bistums Santa Rosa in California. Der Apostolische Gesandte der Vereinigten Staaten, Egidio Vagnozzi, weihte ihn am 5. April desselben Jahres zum Bischof; Mitkonsekratoren waren Hugh Aloysius Donohoe, Bischof von Stockton, und Merlin Joseph Guilfoyle, Weihbischof im Erzbistum San Francisco.
Am 22. August 1969 ernannte ihn Paul VI. zum Bischof von San Diego. Das Amt führte Maher bis zu seinem altersbedingten Rücktritt am 10. Juli 1990 aus; schon 1989 war ihm Robert Henry Brom als Koadjutorbischof zur Seite gestellt worden.
Im Jahr 1990 wurde Maher zweimal wegen eines Hirntumors operiert. Er starb am Morgen des 23. Februars 1991 in seinem Haus in San Diegos Stadtteil Mission Hills und wurde auf dem Holy Cross Cemetery in San Diego bestattet.

## Wirken
Maher wird vor allem für seine Bemühungen um Dialog zwischen Katholiken und Juden sowie sein Engagement für Afroamerikaner, Latinos, Vietnamesen und Filipino-Amerikaner gewürdigt. John Raphael Quinn, der vor seiner Amtszeit als Erzbischof von San Francisco drei Jahre Weihbischof in San Diego gewesen war, beschrieb ihn als „energischen, entschlossenen, dynamischen Mann mit viel persönlichem Charme.“ Die Bürgermeisterin von San Diego, Maureen O’Connor, lobte sein „grenzenloses Mitgefühl für Arme, Obdachlose und Kranke“ sowie seine „erfolgreiche Leitung der katholischen Gemeinde in San Diego.“
Während Mahers Zeit als Bischof erhöhte sich die Zahl der Katholiken im Bistum von ungefähr 300.000 auf mehr als 450.000, weshalb er 19 neue Pfarreien gründete.
Im Jahr 1989 erregte Maher Aufsehen, als er die demokratische Politikerin Lucy Killea, die für den Senat von Kalifornien kandidierte, wegen ihrer Haltung zu Abtreibungsrechten von der Kommunion ausschloss.
Maher wirkte 20 Jahre lang als Vorsitzender des Kuratoriums der University of San Diego.